# Neohelvibotys arizonensis
Neohelvibotys arizonensis là một loài bướm đêm trong họ Crambidae.